# Jean-Jacques Deyrolle
Jean-Jacques Deyrolle, auch Jean Deyrolle (* 20. August 1911 in Nogent-sur-Marne, Frankreich; † 30. August 1967 in Toulon, Frankreich), war ein französischer Maler und Grafiker. Er war ein wichtiger Vertreter der Abstrakten Kunst nach dem Zweiten Weltkrieg.

## Leben
Jean-Jacques Deyrolle war vor allem für seine abstrakten Grafiken und Illustrationen von anspruchsvollen Büchern bekannt. Er gilt als ein wichtiger Vertreter der abstrakten geometrischen Schule. Er war viele Jahre Professor an der Akademie der bildenden Künste in München.
Vor allem in den 1950er und 1960er Jahren hatte seine Kunst internationale Aufmerksamkeit und Anerkennung. Jean Deyrolle war mit einigen Werken Teilnehmer der documenta II in Kassel im Jahr 1959 in der Abteilung Druckgrafik.